# Kettle Falls (Washington)
Kettle Falls es una ciudad ubicada en el condado de Stevens en el estado estadounidense de Washington. En el año 2000 tenía una población de 1.527 habitantes y una densidad poblacional de 629,8 personas por km².

## Geografía
Kettle Falls se encuentra ubicada en las coordenadas 48°36′21″N 118°3′35″O / 48.60583, -118.05972.

## Demografía
Según la Oficina del Censo en 2000 los ingresos medios por hogar en la localidad eran de $27.031, y los ingresos medios por familia eran $34.375. Los hombres tenían unos ingresos medios de $33.750 frente a los $23.750 para las mujeres. La renta per cápita para la localidad era de $13.614. Alrededor del 21,1% de la población estaban por debajo del umbral de pobreza.